# Standbeeld van Frans Hals
Het standbeeld van Frans Hals is een gedenkteken in de Nederlandse stad Haarlem.

## Achtergrond
De 17e-eeuwse schilder Frans Hals woonde vrijwel zijn hele leven in Haarlem. Hij werd begraven in de St. Bavo-kerk aan de Grote Markt.
In 1894 werd op initiatief van gemeenteraadslid J. Krol Kzn. een comité gevormd voor de oprichting van een standbeeld voor Hals. Leden van het comité waren onder anderen burgemeester jhr. mr. J.W.G. Boreel van Hogelanden, de gemeentearchivaris, een bestuurder van het Teylers Genootschap en afgevaardigden van Arti et Amicitiae en de Pulchri Studio, onder wie H.W. Mesdag en Jozef Israëls.
De schilder Jan Veth kwam in verweer tegen de komst van een standbeeld. Nog maar een paar jaar eerder hadden de regenten van het Hofje Van Beresteyn schilderijen van Hals naar het buitenland verkocht. Volgens Veth had men de schilder meer eer aangedaan als toen geld beschikbaar was gesteld om de werken voor Nederland te behouden. Het was een tijdje stil rond het project tot een kunstliefhebber in 1897 dertigduizend gulden schonk voor het beeld. Er werd een prijsvraag uitgeschreven waarvoor zeventien inzendingen binnenkwamen, die werden tentoongesteld in het Teylers Museum. Een jury, samengesteld uit leden van het comité en de beeldhouwers Charles Van der Stappen en Constantin Meunier, koos eind 1898 voor een ontwerp van Henri Scholtz. Scholtz verbeeldde de schilder staand, losjes gekleed, met aan weerszijden twee vrouwenfiguren als symbolen van de schilderkunst en beeldhouwkunst. Op de tweede plaats kwam Charles van Wijk, gevolgd door Bart van Hove en Willem Kromhout die samen een ontwerp voor een beeld (Van Hove) en bijpassende parkaanleg (Kromhout) inzonden.
In 1899 was het monument gereed, waarna de Brusselse firma Verbeit de beelden en palmtakken in brons goot. De onthulling was gepland in april 1900, maar werd uitgesteld toen bleek dat in juni beide koninginnen aanwezig zouden kunnen zijn. Op 14 juni 1900 werd het beeld in het Florapark onthuld door koningin Wilhelmina, in aanwezigheid van onder anderen haar moeder Emma van Waldeck-Pyrmont en commissaris der koningin Gijsbert van Tienhoven. Koninklijk Haarlems Mannenkoor Zang en Vriendschap onder leiding van dirigent Willem Robert zong bij onthulling van het beeld.
Het beeld staat nog steeds op de oorspronkelijke plaats. Wel werd in 1976, toen de weg werd verbreed, het omliggende bloemenperk verkleind.

## Beschrijving
Het monument bestaat uit een granieten sokkel, waarop een bronzen beeld van Hals is geplaatst en aan weerszijden twee zittende vrouwenfiguren. Aan de andere zijden is een bronzen palmtak aangebracht, aan de voorzijde vergezeld van een schild met het wapen van Haarlem. Het beeld van Hals is 2,25 meter hoog en toont de schilder ten voeten uit, blootshoofds en losjes gekleed. Hals houdt in zijn linkerhand een palet met kwasten en zijn rechterhand rust op een ezel. Om het monument ligt een bloemenperk, dat wordt omrasterd door een laag Jugendstil hekwerk.

## Waardering
Het standbeeld werd op 23 november 1999 als rijksmonument in het Monumentenregister opgenomen, het is "van algemeen belang wegens kunst- en cultuurhistorische waarde als hommage aan één van Nederlands bekendste 17e-eeuwse schilders. Tevens heeft het beeld een beeldbepalende waarde in het in Engelse landschapsstijl aangelegde Florapark."